# Famille Albizo
 (août 2024).
La famille Albizo, que l'on trouve également sous les formes Albizi ou Albici, est une famille patricienne de Venise, originaire de Muggia et venue au Rialto en 991.
Elle produisit des tribuns antiques.

## Armes

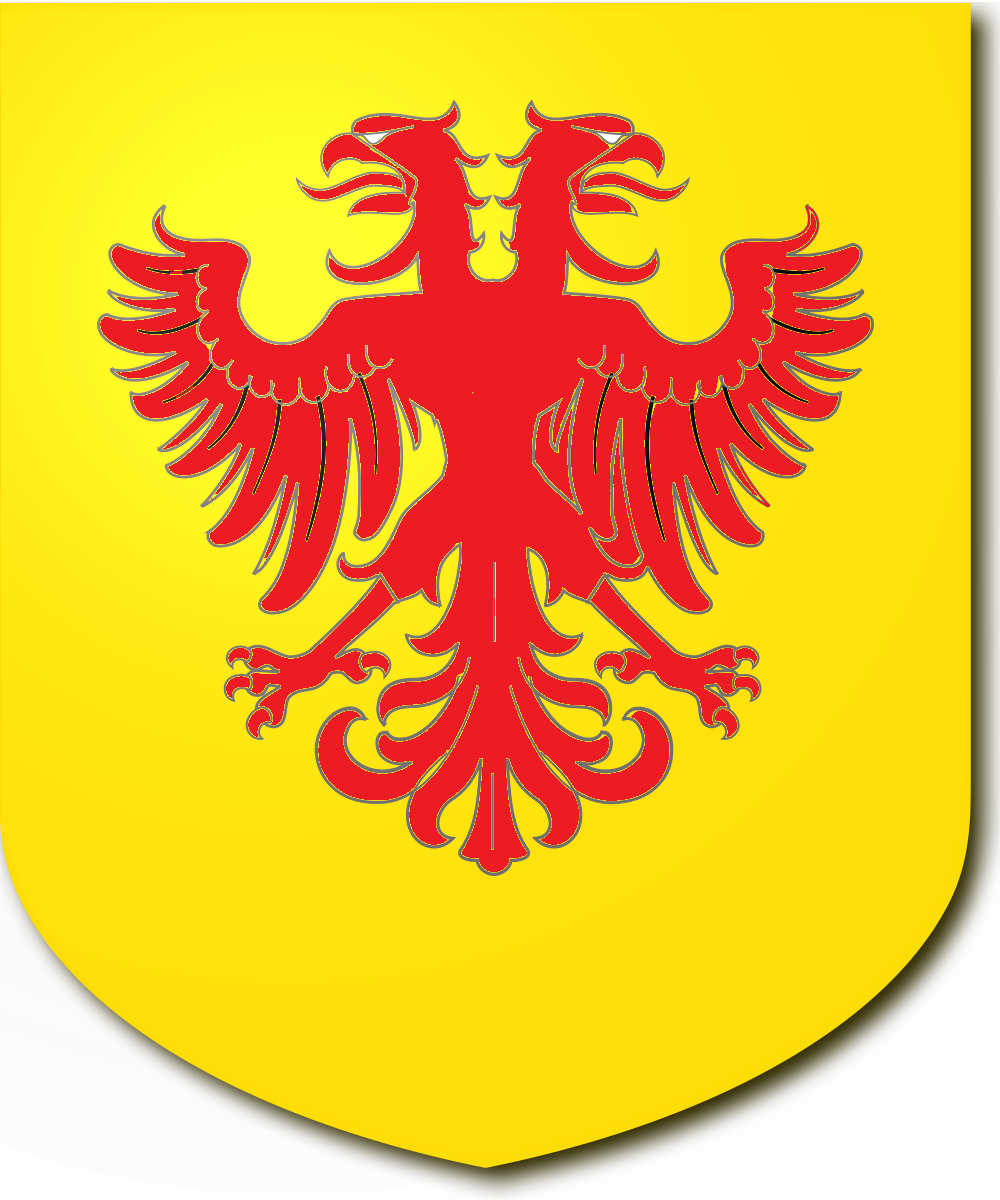
Armes des Albizi

Les armes des Albizi se blasonnent ainsi : d'or chargé d'un aigle à double tête de gueules.

## Pour approfondir